# Masakra w domu kobiet
Masakra w domu kobiet (ang. Sorority House Massacre) — amerykański slasher z 1986 roku w reżyserii Carola Franka. Zdjęcia kręcono w Los Angeles.
Pierwotnie planowano, by film był sequelem slashera Mord podczas nudnego przyjęcia (1982). W 1990 roku powstała kontynuacja filmu pt. Nocny koszmar w reżyserii Jima Wynorskiego.